# 黎恩濟
《黎恩濟》，又译《雷齊》，全名為《黎恩濟，最後的護民官》（Rienzi, der Letzte der Tribunen），是德國作曲家理察·華格納所譜寫的歌劇。故事敘述了14世紀中葉的羅馬護民官黎恩濟的故事：黎恩濟因率眾反抗貴族們的暴虐使羅馬市民恢復自由，卻由於妹妹跟青年貴族的戀愛和別的因素，受到市民誤解而被殺，結果羅馬市民的自由也隨著消失。
黎恩濟（柯拉·迪·里恩佐）為1347年左右的羅馬護民官。

## 寫作背景
1836年起擔任柯尼斯堡指揮的華格納，讀過愛德華·布爾沃-李頓的小說《柯拉·第·黎恩濟》（Cola di Rienzi）後產生濃厚興趣。1837年夏天停留德勒斯登期間，華格納決定取用和前作《禁戀》不同的《黎恩濟》為題材寫作大歌劇。1838年劇本終於完成，作曲在該年開始，1840年11月19日完成總譜。 
起初，華格納盼望這部大歌劇能在巴黎上演，但天不從人願，最後於1842年10月20日在德勒斯登宮廷劇院首演。《黎恩濟》的上演儘管長達6小時，但由作曲家親任指揮的首演卻大獲成功，青年作曲家華格納一夜成名。儘管在財務方面並沒有什麼盈餘，但首演的成功使華格納有了輝煌的起步。1842年12月12日，華格納又在德勒斯登指揮《黎恩濟》的演出，由於獲得好評，次年被任命為宮廷劇院的樂長。此劇的總譜於1844年出版。

## 劇情

### 序曲
樂曲的一開頭是小號的長音，這個號音象徵黎恩濟身為革命者的戰爭動機，低沉肅穆。小號獨奏的幾個持續長音，這是黎恩濟號召人民起來與貴族作鬥爭的信號。由小提琴、大提琴奏出的一支平穩而富於表情的旋律則是歌劇最後一幕中黎恩濟為人民祈禱時所唱的。
這旋律由木管、小號在高音區反覆，配器力度加強，形成情緒的高漲，同時，這旋律還由弦樂騷亂的音型作對比性的鋪墊，最後引出小鼓的演奏，接著又是小號的長鳴，顯示出戲劇性不祥的預兆。慢板引子在此結束，而進入奏鳴曲快板部分。快板的第一主題摘自第一幕的終場合唱，是群眾對勝利的歡呼:
頌歌發展至最高潮時，由長號和低音大號齊奏出堅強有力的號角聲，隨後又由小號、大號加以模仿重複，顯得特別榮耀華貴。接著，開頭黎恩濟祈禱的旋律又輕捷地在小提琴上奏出(奏第二句時加上長笛)，像是黎恩濟愉快地出現在人群之中。
銅管號角聲再度響起之後，由雙簧管、單簧管、第一小提琴奏出了生動活躍的第二主題。它在軍樂似的三角鐵和大鼓的襯托下，輕快而歡樂，十分動人。此段摘自劇中第二幕終場的一段音樂。經過發展，頌歌式的第一主題再現。原來很輕快的軍樂似的第二主題在再現時變得更為熱烈，具有步伐式的雄壯有力的性質。最後進入一個極快的喧鬧的尾聲，音樂便在英雄式的頌歌聲中莊嚴地結束。
背景：十四世紀的羅馬

### 第一幕：教皇書記黎恩濟家門前的街道，靠近拉特瀾教堂。
夜晚。奧爾西尼家族命人綁架黎恩濟的妹妹伊倫內（Irene），在綁架的過程中，歐席尼家族的世仇科隆納家族的人出現，雙方大打出手。科隆納族長之子阿德利亞諾（Adriano）認出伊倫內，出手救了她。雙方鬧得不可開交，無人能調解，直到黎恩濟出現，才得以制止兩家繼續爭鬥。羅馬的人民和雷蒙多主教（Raimondo）目睹整個過程，他們說服黎恩濟接管羅馬政權，帶領羅馬的市民得到自由。
黎恩濟感謝阿德利亞諾營救他妹妹。阿德利亞諾一開始並不贊同黎恩濟的政治論點，但是黎恩濟向他坦承，希望能讓羅馬人得到自由，並將妹妹託付給他。阿德利亞諾與伊倫內互相傾訴愛意。黎恩濟向羅馬人宣佈，希望讓羅馬得到自由並恢復此城昔日的光榮。他要求羅馬人推他為護民官，立刻獲得熱烈的支持。

### 第二幕：羅馬，元老院的大廳
黎恩濟如願當選為羅馬的護民官。然而，貴族們（包括科隆納與奧爾西尼兩大家族）卻只是表面上支持他，實則充滿敵意。他們認為，黎恩濟想把羅馬推向獨立自治的政治主張，威脅到他們的權力，於是，他們計畫在慶典中，當默劇與芭蕾演出時，動手殺害黎恩濟；整個暗殺計畫由阿德利亞諾的父親主持。阿德利亞諾得知後，警告黎濟，他得以逃過一劫。同謀的貴族被判處死刑，阿德利亞諾請求黎恩濟釋放他的父親，黎恩濟不顧人民的反對，同意寬恕所有參與刺殺行動的貴族，但要求他們發誓遵守羅馬的法律。

### 第三幕：古廣場
貴族們未遵守諾言，捲土重來，對黎恩濟挑起戰端。羅馬人民對黎恩濟當初寬恕謀反貴族的決定表示不滿，但在戰場上全力支持他，黎恩濟以戰歌來激起士氣。阿德利亞諾希望雙方能夠和解，黎恩濟對斷然拒絕這個提議。羅馬人民獲得勝利，但雙方均死傷慘重。阿德利亞諾咒罵黎恩濟，並在父親屍身前發誓報仇。面對慘痛的勝利，羅馬人民對黎恩濟開始有了懷疑。

### 第四幕：夜晚拉特瀾教堂旁一條寬廣的街道
羅馬人民決定要推翻黎恩濟，並獲得阿德利亞諾的支持。黎恩濟在政治上一連串的失策，使得教會都不再支持他。在拉特瀾教堂前，面對圍在他身邊，正準備暗殺他的羅馬人民，黎恩濟鼓起如簧之舌，希望他們能信任他，在他的帶領下，將羅馬帶向自由的未來。羅馬人民深受感動，再度支持黎恩濟。相對地，教會立場堅定，雷蒙多教、神父們以及另一批羅馬人民檔住黎恩濟，阻止他進入教堂。主教呼籲所有的人離開已被教會摒棄的黎恩濟，大家都聽言離開，只有伊倫內堅決留在她哥哥身邊。

### 第五幕：元老院的大廳
黎恩濟向上帝禱告，讓他能繼續他已開始的工作，帶領羅馬人回到昔日的光榮。他要伊倫內離開他，到阿德利亞諾那兒，尋求保護和她所渴望的愛情。伊倫內發誓對哥哥忠誠，堅決留下。阿德利亞諾想帶伊倫內逃走，但她以「自由羅馬人」的身分，堅持留在哥哥身邊，揮別她對阿德利亞諾的愛情。
暴民帶著石塊和火炬，進攻元老院。黎恩濟再次試著以語言爭取他們繼續過去對他的支持。暴民們將火炬擲向黎恩濟，他悲嘆羅馬的命運，並詛咒羅馬人。在烈焰中，伊倫內出現在黎恩濟身邊，緊抱著哥哥。阿德利亞諾衝入，試圖將她救出。整棟建築倒塌，將阿德利亞諾、伊倫內、黎恩濟埋在裡面。貴族們這時出現，攻擊羅馬人民。